# Nabinagar
Nabinagar é um cidade no distrito de Aurangabad, no estado indiano de Bihar.

## Geografia
Nabinagar está localizada a 24° 37′ N, 84° 07′ L. Tem uma altitude média de 138 metros (452 pés).

## Demografia
Segundo o censo de 2001, Nabinagar tinha uma população de 19.041 habitantes. Os indivíduos do sexo masculino constituem 51% da população e os do sexo feminino 49%. Nabinagar tem uma taxa de literacia de 53%, inferior à média nacional de 59,5%: a literacia no sexo masculino é de 63% e no sexo feminino é de 42%. Em Nabinagar, 18% da população está abaixo dos 6 anos de idade.